# 杨洄
杨洄（8世纪—761年），唐朝弘农华阴人。唐玄宗的驸马。
杨洄的高祖父为唐朝观国公、特进杨恭仁。曾祖父右屯为将军杨思训，袭爵，祖父左卫将军杨嘉本。他是楊慎交和唐中宗之女長寧公主所生。开元二十三年（735年）七月，武惠妃之女咸宜公主下嫁楊洄。楊洄为駙馬都尉，是武惠妃之党。太子李瑛、鄂王李瑶、光王李琚因母親相繼失寵，对武惠妃不满，楊洄深知武惠妃想废太子李瑛，而立寿王李瑁的心思，为了私心利益，杨洄工于心计，他利用“姑舅之亲”的身份，主动接近太子和诸王，一面有意打听他们的些小过错，一面又对外将这些小事大加宣扬，楊洄常将太子等三人的過失告知丈母娘武惠妃和妻子咸宜公主，由她们去向玄宗吹风，离间父子之情，开元二十五年（737年）楊洄向唐玄宗奏太子李瑛、鄂王李瑤、光王李琚，與太子妃兄駙馬薛锈潛搆異謀，欲害壽王李瑁。太子李瑛、鄂王李瑤、光王李琚一起被唐玄宗废黜为庶人，并被赐死，咸宜公主和杨洄生有一子杨說，后来娶了唐玄宗之女建平公主。上元二年（761年），唐玄宗弟弟岐王李业的儿子嗣岐王李珍谋反。四月初一，驸马都尉杨洄、薛履谦参与，被赐自尽。